# Josh Wilson (musicien)
Cet article concerne le musicien américain. Pour le joueur de baseball américain, voir Josh Wilson.
Pour les articles homonymes, voir Wilson.
Joshua David Wilson est un musicien contemporain chrétien né le 14 novembre 1983 à El Dorado, Arkansas,,. Il est connu pour les singles Savior, Please de son album Trying to Fit the Ocean in a Cup (en) paru en 2008 et Before the Morning de son EP de 2009, Life is Not a Snapshot,,,.

## Carrière
Les chansons de Josh Wilson reflètent l'humour et les aspects émotionnels dans son single Savior, Please, couplé avec ses réflexions sur le sujet des finances dans Dear Money. Ayant grandi à Lubbock, au Texas, Wilson écoutait souvent de la musique ou en jouait. À l'âge de 7 ans, son intérêt pour la musique s'est élargi pour inclure d'autres instruments. Après avoir suivi des cours de piano, il a également ajouté la batterie et la guitare à sa collection grandissante de compétences musicales.
Après avoir sorti un album éponyme à succès en 2010 mettant en vedette son single Before The Morning, Wilson a sorti un album, See You, le 4 février 2011. La chanson la plus populaire de l'album est I Refuse, suivie de près par Fall Apart,. La chanson I Refuse a été inspirée par les conséquences des tempêtes qui ont inondé la ville de Nashville dans le Tennessee au printemps 2010, et traite de l'idée que les chrétiens devraient refuser de rester les bras croisés pendant les périodes de souffrance, au lieu de rechercher la justice et faire progresser le royaume de Dieu. On dit que son style dans cet album est sorti de l'expérience de culte ordinaire avec des paroles fortes, dirigées par une guitare acoustique forte. Josh Wilson a également sorti un nouvel album de Noël, Noel, le 5 octobre 2012. La chanson la plus populaire de cet album est l'une de celles qu'il a écrites, Jesus Is Alive, qui s'est hissée au sommet de toutes ses chansons les plus achetées.
Le 3 janvier 2010, pendant les retards de sécurité à l'aéroport international Newark Liberty, Wilson a décidé de sortir sa guitare et de divertir les autres voyageurs. Il a donc joué Hey Jude des Beatles et la foule a chanté. La vidéo de ce moment a été publiée plusieurs fois sur YouTube et est devenue virale peu de temps après,. Quelques années plus tard, le 19 mars 2012, Josh Wilson a reçu le prix du « Christian Songwriter / Artist of the Year » (Prix de l'artiste de l'année des compositeurs chrétiens) de l'American Society of Composers, Authors and Publishers. Il a également été nommé comme l'avenir de la musique pop chrétienne. Son album, Trying to Fit the Ocean in a Cup, a été désigné comme l'un des dix meilleurs albums de l'année par GospelMusicChannel.com.

## Discographie

### Albums indépendants
| Titre                 | Détails de l'album                                                                        |
| --------------------- | ----------------------------------------------------------------------------------------- |
| Dragonfly (Libelulle) | - Sortie : 1er janvier 2004 - Label : Indépendant - Format : CD, téléchargement numérique |

### Albums studio
| Titre                                                      | Détails de l'album                                                                               | Meilleur classement | Meilleur classement |
| Titre                                                      | Détails de l'album                                                                               | NOUS                | NOUS Christ         |
| ---------------------------------------------------------- | ------------------------------------------------------------------------------------------------ | ------------------- | ------------------- |
| Trying to fit the Ocean in a Cup                           | - Sortie : 29 avril 2008 - Étiquette : Sparrow Records - Format : CD, téléchargement numérique   | -                   | 37                  |
| See You (À plus)                                           | - Sortie : 8 février 2011 - Étiquette : Sparrow Records - Format : CD, téléchargement numérique  | -                   | 12                  |
| Noel                                                       | - Sortie : 9 octobre 2012 - Étiquette : Sparrow Records - Format : CD, téléchargement numérique  | -                   | -                   |
| Carry Me (Porte moi)                                       | - Sortie : 9 avril 2013 - Étiquette : Sparrow Records - Format : CD, téléchargement numérique    | 129                 | 5                   |
| Thas Was The, This Is Now(C'était avant, c'est maintenant) | - Sortie : 31 juillet 2015 - Étiquette : Sparrow Records - Format : CD, téléchargement numérique | 144                 | 4                   |

### Albums de compilation
| Titre       | Détails de l'album                                                                            |
| ----------- | --------------------------------------------------------------------------------------------- |
| Josh Wilson | - Sortie : 11 juin 2010 - Étiquette : Sparrow Records - Format : CD, téléchargement numérique |

### EP
| Titre                                                          | Détails de l'album                                                                                 | Meilleur classement |
| Titre                                                          | Détails de l'album                                                                                 | NOUS Christ         |
| -------------------------------------------------------------- | -------------------------------------------------------------------------------------------------- | ------------------- |
| Shake the Shadow EP                                            | - Sortie : 2006 - Label : Indépendant - Format : CD, téléchargement numérique                      | -                   |
| Sing : A Chrismath EP (Chanter: Un EP de Noël)                 | - Sortie : 18 novembre 2008 - Étiquette : Sparrow Records - Format: CD, téléchargement numérique   | -                   |
| Life is Not a Snapshot EP (La vie n'est pas un instantané EP)  | - Sortie : 4 septembre 2009 - Étiquette : Sparrow Records - Format : CD, téléchargement numérique  | 25                  |
| Live from Carson Center - EP (En direct de Carson Center - EP) | - Sortie : 13 avril 2012 - Étiquette : Sparrow Records - Format : CD, téléchargement numérique     | -                   |
| Don't Look Back EP (Ne regarde pas en arrière EP)              | - Sortie : 9 novembre 2018 - Label : Black River Christian - Format : CD, téléchargement numérique | -                   |

### Singles
| Année | Single                     | Album                                    |
| ----- | -------------------------- | ---------------------------------------- |
| 2008  | 3 Minute Song              | Essayer d'ajuster l'océan dans une tasse |
| 2009  | Savior, Please             | Essayer d'ajuster l'océan dans une tasse |
| 2009  | Sing                       | La vie n'est pas un instantané           |
| 2010  | Before the Morning         | La vie n'est pas un instantané           |
| 2011  | I Refuse                   | À plus                                   |
| 2011  | Fall Apart                 | À plus                                   |
| 2012  | Jesus is Alive             | Noel                                     |
| 2013  | Carry Me                   | Porte moi                                |
| 2013  | Pushing Back the Dark      | Porte moi                                |
| 2015  | That Was Then, This Is Now | C'était avant, c'est maintenant          |
| 2016  | No more                    | C'était avant, c'est maintenant          |
| 2018  | Dream Small                | Don't Look Back EP                       |
| 2018  | Borrow (One Day at a time) | Don't Look Back EP                       |
| 2019  | OK                         | Don't Look Back EP                       |
| 2020  | Revolutionary              | non-album single                         |